# Radom (gmina)
Radom – dawna gmina wiejska istniejąca do 1954 roku w woj. kieleckim. Siedzibą władz gminy był Radom, który stanowił odrębną gminę miejską, a od 1932 roku także odrębny powiat grodzki. 
Gminę zbiorową Radom utworzono 13 stycznia 1867 w związku z reformą administracyjną Królestwa Polskiego. Gmina weszła w skład nowego powiatu radomskiego w guberni radomskiej i liczyła 3389 mieszkańców.
W okresie międzywojennym gmina Radom należała do powiatu radomskiego w woj. kieleckim. Po wojnie gmina zachowała przynależność administracyjną. Według stanu z dnia 1 lipca 1952 roku gmina składała się z 17 gromad: Długojów, Długojów Górny, Gołębiów, Gołębiów-Wójtostwo, Huta, Janiszów, Józefów, Kaptur, Michałów, Natolin, Prędocinek, Rajec Szlachecki, Sadków, Wacyn, Wacyn kol., Wola Gołębiowska Nowa i Wola Gołębiowska Stara.
1 stycznia 1954 roku znaczną część obszaru gminy Radom włączono do Radomia: gromady Długojów, Gołębiów, Gołębiów Wójtostwo, Kaptur, Michałów (z lasem państwowym), Prędocinek, Wacyn Kolonia oraz części gromad Długojów Górny, Sadków i Janiszów.
Jednostka została zniesiona 29 września 1954 roku wraz z reformą wprowadzającą gromady w miejsce gmin. Po reaktywowaniu gmin z dniem 1 stycznia 1973 roku gminy Radom nie przywrócono, a jej dawny obszar wszedł głównie w skład miasta Radomia oraz gminy Jedlnia-Letnisko w tymże powiecie i województwie.